# Trattato di Milano
Il trattato di Milano fu un trattato firmato il 16 maggio 1797, ossia il 27 floreale V, dal generale Bonaparte per la Francia e dall’aristocrazia della Repubblica di Venezia.
Le operazioni belliche della guerra della Prima Coalizione erano state portate dai francesi sul suolo veneto già nel 1796, senza che il governo veneziano andasse oltre alle proteste verbali. Bergamo e Crema erano già state apertamente sottratte allo Stato, ma tutto il resto della terraferma veneziana fu il teatro delle principali battaglie che portarono alla sconfitta tedesca. Inizialmente i francesi pensarono ad una girandola di territori che avrebbero consegnato il Veneto agli austriaci indennizzando parzialmente Venezia con la Romagna sottratta al papa, ma la fine del conflitto contro gli imperiali tolse ogni remora a Bonaparte che trovò nelle Pasque Veronesi il pretesto per una formale dichiarazione di guerra a Venezia, priva di ogni alleato a causa dell’infelice politica di neutralità perseguita fino ad allora.
Il trattato di pace, nei fatti una resa incondizionata, impose la democratizzazione delle istituzioni venete, l’occupazione militare francese, il processo ai nemici della Francia e il pagamento delle indennità. Il mancato riferimento a specifiche cessioni territoriali lasciava tuttavia intendere l’obiettivo finale della debellatio dello Stato Veneto.